# Хренова, Мария Григорьевна
Хре́нова Мария Григорьевна (род. 26 сентября 1986, Зеленоград) — российский химик, доктор физико-математических наук, профессор РАН, специалист в области компьютерного моделирования с целью изучения механизмов ферментативных реакций.

## Биография
Родилась в 1986 году в Москве (город Зеленоград) в семье физиков. Окончила лицей № 1557 в Зеленограде, в школьные годы проявляла склонность к техническим предметам. В 2003 г. поступила на химический факультет МГУ, училась в 13-й группе по направлению «химики-вычислители», которую на тот момент курировал профессор А. В. Немухин.
Дипломную работу выполняла под руководством Немухина, после окончания университета, в 2008 г. поступила в аспирантуру и в 2011 г. защитила кандидатскую диссертацию на тему «Механизмы реакций в фоторецепторных белках по результатам расчетов структуры и спектров модельных молекулярных систем», также под руководством профессора А. В. Немухина.
В 2016 г. стала доктором физико-математических наук (название диссертации: «Интерпретация и прогнозирование свойств белковых систем методами суперкомпьютерного молекулярного моделирования»). В 2022 году получила почётное учёное звание профессора Российской академии наук по Отделению медицинских наук.

## Научная деятельность
Занимается изучением молекулярных механизмов биохимических реакций ферментов и фоторецепторов. Объекты изучения разнообразны, не только связанные с онкологией, но и с антибиотикорезистентностью. Разрабатывает молекулярные модели. Изучает механизмы ферментативных процессов, последствия сбоев ферментативных реакций, последствия которых выражаются в мутациях. Одним из главных объектов изучения является правильность и полнота описания механизмов ферментативных процессов. Неоднократно выступала в качестве пленарного и приглашённого докладчика на крупных международных конференциях, опубликовала более 150 научных работ в ведущих зарубежных и российских научных журналах; в 2023 г. её книга «Fluorescent proteins» вышла в США.

## Педагогическая деятельность
С 2011 г. преподаёт. Ведёт занятия на 3-4 курсах химического факультета Московского университета и на 3 курсе биологического факультета (группа биофизиков и биоинженеров). Читает лекционные курсы  «Квантовая химия» и «Строение спектров биополимеров». Для 313-й спецгруппы химического факультета читает курс «Математические методы химии», ведёт семинарские занятия.

## Награды
- 2014 — Стипендия национальной программы L'OREAL-UNESCO «Для женщин в науке»
- 2017 — премия правительства Москвы для молодых учёных
- 2022 — избрание профессором РАН